# Loi de Cauchy (optique)
Pour les articles homonymes, voir Loi de Cauchy.

Illustration de la loi de Cauchy sur l'exemple d'un verre borosilicate. Les points indiquent les valeurs expérimentales, la ligne bleue indique la loi de Cauchy qui permet de reproduire convenablement les données expérimentales dans le visible. L'équation de Sellmeier, en pointillés verts, fournit une bonne description jusque dans l'infrarouge.

En optique, on appelle loi de Cauchy une relation empirique, établie par Augustin Louis Cauchy, et qui fut plus tard justifiée grâce aux équations de Maxwell, donnant l'indice de réfraction n en fonction de la longueur d'onde λ pour un milieu transparent donné. Cette loi est une approximation valable pour les milieux transparents dans le visible et dont les bandes d'absorption sont toutes dans l'ultraviolet. Elle s'écrit comme un développement limité de l'indice de réfraction en fonction de la longueur d'onde  :
{\displaystyle n(\lambda )=A+{\frac {B}{\lambda ^{2}}}+{\frac {C}{\lambda ^{4}}}+{\frac {D}{\lambda ^{6}}}...}
où A, B et C sont des coefficients positifs, respectivement sans dimension, en m2, et en m4, caractéristiques de chaque milieu.
Publiée en 1836 cette formule était déduite d'observations et de mesures, mais elle peut être redémontrée à partir du développement limité de :
{\displaystyle {\frac {n^{2}-1}{n^{2}+2}}={\frac {4\pi }{3}}N\alpha } dans les systèmes d'unités non rationalisés, ou {\displaystyle {\frac {n^{2}-1}{n^{2}+2}}={\frac {N\alpha }{3\varepsilon _{0}}}} dans un système rationalisé (MKSA).
où N représente le nombre de molécules par unité de volume et α la polarisabilité d'une molécule. Lorsque les molécules qui constituent le milieu possèdent plusieurs résonances optiques de pulsations {\displaystyle {\omega _{k}}} et forces d'oscillateur {\displaystyle {f_{k}}}, on a, avec e et m respectivement la charge et la masse de l'électron :
{\displaystyle {\frac {n^{2}-1}{n^{2}+2}}={\frac {Ne^{2}}{3m\varepsilon _{0}}}\sum _{k}{\frac {f_{k}}{\omega _{k}^{2}-\omega ^{2}}}}
C'est à partir de cette formule que l'on déduit la formule de Cauchy.
Encore très utilisée, de pair avec l'équation de Sellmeier dont elle est une simplification, la loi de Cauchy modélise d'une manière très précise l'indice de réfraction des matériaux dans le domaine du spectre visible.